# Sant Prist e Vilamanha
Saint-Priest-des-Champs és un municipi francès del departament del Puèi Domat, a la regió d'Alvèrnia-Roine-Alps.